# Wataru Morishige
Wataru Morishige (Japans: 森重航) (Betsukai (Subprefectuur Nemuro), 17 juli 2000) is een Japanse langebaanschaatser. Morishige maakte in het seizoen 2021-2022 een sterk internationaal debuut bij de senioren. Op 5 december 2021 schaatste Morishige de 500m in 33,99 waarmee hij tot de eerste 10 schaatsers behoort die de 500m in minder dan 34 seconden aflegt. Bij de Olympische spelen van 2022 won Morishige de bronzen medaille op de 500m. 

## Records

### Persoonlijke records
| Afstand    | Tijd    | Datum            | Baan           |
| ---------- | ------- | ---------------- | -------------- |
| 500 meter  | 33,99   | 5 december 2021  | Salt Lake City |
| 1000 meter | 1.08,59 | 30 december 2021 | Nagano         |
| 1500 meter | 1.51,35 | 21 oktober 2018  | Nagano         |
| 3000 meter | 4.04,33 | 4 november 2019  | Obihiro        |

(laatst bijgewerkt: 23 februari 2022)

## Resultaten
| Jaar | WK Sprint            | WK Afstanden | Olympische Spelen | Wereldbeker      | WK Junioren     |
| ---- | -------------------- | ------------ | ----------------- | ---------------- | --------------- |
| 2020 |                      |              |                   |                  | 500m · 4e 1000m |
|      |                      |              |                   |                  |                 |
| 2022 | 9e · (5e, 20e, , 6e) |              | 500m · 16e 1000m  | 500m             |                 |
| 2023 |                      | 500m         |                   | 500m             |                 |
| 2024 |                      | 4e 500m      |                   | 500m · 58e 1000m |                 |
| 2025 |                      | 5e 500m      |                   | 7e 500m          |                 |

(#, #, #, #) = afstandspositie op sprinttoernooi (500m, 1000m, 500m, 1000m).